# Alpenrheintal

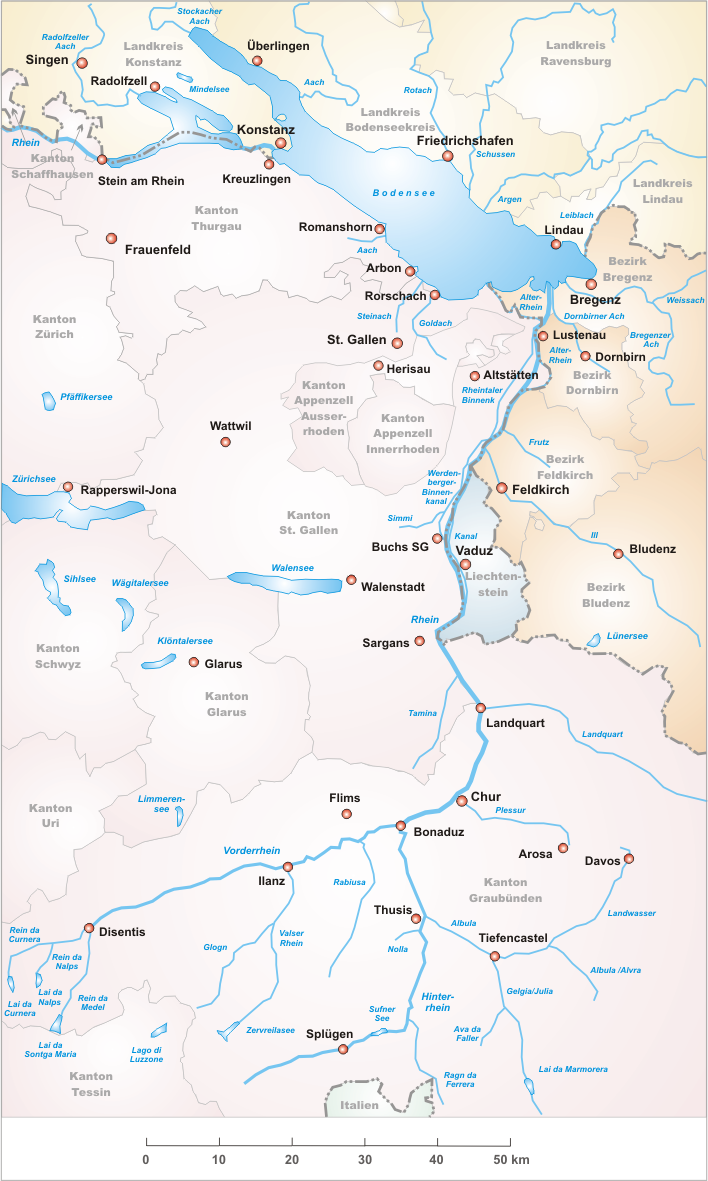
Das Alpenrheintal, entlang des Alpenrheins vom Zusammenfluss des Vorder- und Hinterrheins bis zum Bodensee.

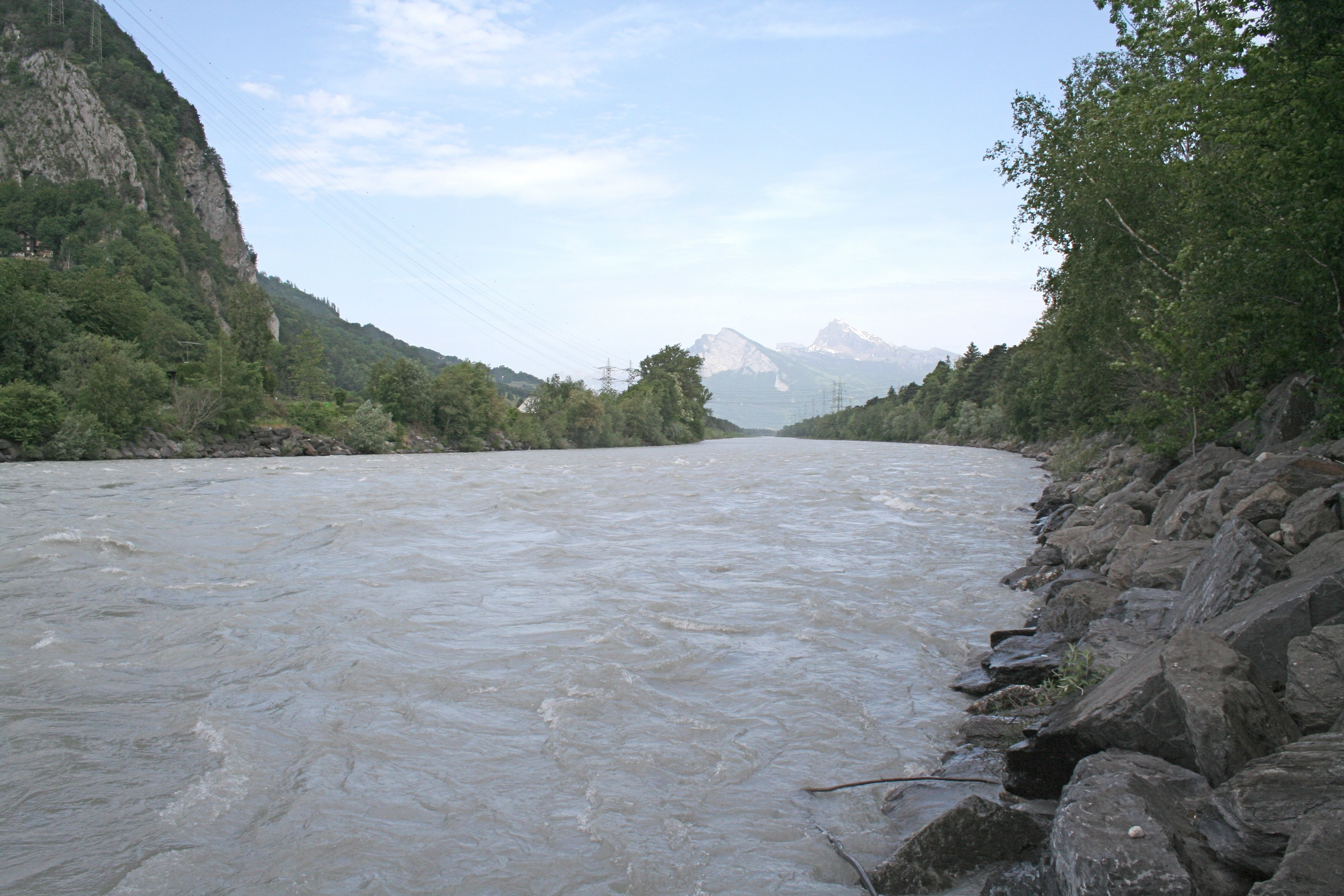
Rhein bei Landquart (Graubünden)

Das Alpenrheintal  ist eine vom Oberlauf des Rheins geformte Talung (Tal-ähnliche Landschaft) in den Alpen. Es erreicht entlang des Alpenrheins etwa vom Zusammenfluss von Vorder- und Hinterrhein an bis zur Mündung in den Bodensee eine Länge von mehr als 90 km. Das Gebiet reicht von der Schweiz über das Fürstentum Liechtenstein, streift Österreich im Bundesland Vorarlberg und läuft am Bodensee schliesslich östlich im Bregenzerwaldgebirge und westlich in den Ausläufern der Appenzeller Voralpen; es erstreckt sich damit über drei Staaten. Das nördliche und das südliche Ende des Alpenrheintals sind dicht besiedelt. Die meisten Menschen leben im Vorarlberger Rheintal. Die bekanntesten Orte im Alpenrheintal sind Bregenz, Chur und Vaduz. Angrenzend befinden sich westlich die Stadt und der Kanton St. Gallen.

## Geographie
Bei Reichenau-Tamins vereinigen sich die beiden Quellflüsse des Rheins, Vorderrhein und Hinterrhein, zum Alpenrhein. Analog dazu vereinigen sich die Surselva (Vorderrhein) und das Domleschg (Hinterrhein) zum Alpenrheintal. Es verläuft in nordöstlicher Richtung bis Chur und ändert dort seine Richtung in einem weiten Bogen nach Nordwest bis Sargans. Dort erfolgt ein Knick in einer Verengung nach Nordost. Vor Triesen ändert das Tal seine Richtung auf Nord und weitet sich auf eine Breite von ca. 7 km im Bereich Gams-Haag-Nendeln. Bei Feldkirch mündet der Walgau ins Rheintal. Im Bereich Hinterforst-Mäder-Hohenems erreicht die Talsohle ihre grösste Ausdehnung von über 10 km und endet schliesslich bei Rorschach-Lindau im Bodenseeraum.
- Ausdehnung: Vom Zusammenfluss von Vorder- und Hinterrhein bei Reichenau bis zur Bodenseemündung des Alpenrheins. Es befindet sich auf einer Meereshöhe zwischen 400 und 600 m und ist stellenweise bis zu 10 km breit.
- Begrenzende Bergzüge: Flankiert wird das Alpenrheintal von Gebirgszügen der Alpen und Voralpen (z. B. Alpstein, Plessuralpen, Rätikon, Calanda, Albula-Alpen, Glarner Alpen, Bregenzerwaldgebirge und Pfänder), mit teilweise über 3000 m Höhe. Der höchste Berg des Alpenrheintals, der Ringelspitz, liegt an dessen Anfang, oberhalb von Tamins. Er ist mit 3247 m auch der höchste Berg des Kantons St. Gallen und grenzt mit seiner Südostflanke an das Alpenrheintal.
- Geographische Unterteilung: Das Alpenrheintal umfasst folgende Gebiete in Fliessrichtung des Alpenrheins: Es beginnt im Süden mit dem Churer Rheintal und der Bündner Herrschaft. Es folgt linksrheinisch ein Teil des Sarganserlands und anschliessend nordwärts bis zum Bodensee das St. Galler Rheintal. Auf der rechten Seite des Rheins schliesst an die Bündner Herrschaft das Liechtensteiner Rheintal, gefolgt vom Vorarlberger Rheintal. Im unteren Abschnitt des Alpenrheintals wird sowohl in der Schweiz als auch in Österreich weiter unterteilt. Das St. Galler Rheintal setzt sich aus den beiden Wahlkreisen Werdenberg und Rheintal zusammen, letzterer war bis Ende 2002 in Oberrheintal und Unterrheintal aufgeteilt. Das Vorarlberger Rheintal gliedert sich in Oberes und Unteres Rheintal und wird demnach auch Vorarlberger Unter- und Oberland genannt. In diesem Bereich reichen niedere Bergkuppen bis an den ursprünglichen Verlauf des Rheins heran, was eine natürliche Barriere in der Talsohle zur Folge hat. Als Grenze zwischen unterem und oberem Rheintal wird in Österreich (rechtsrheinisch) allgemein der Kummenberg bezeichnet, in der Schweiz (linksrheinisch) der Hirschensprung. Auch das Fürstentum Liechtenstein wird in Oberland und Unterland als Wahlbezirke unterteilt.
- Geographische Besonderheiten: Kummenberg, Hirschensprung, Montlingerberg, St. Luzisteig, Alter Rhein (Diepoldsauer Durchstich), Alter Rhein (Fussacher Durchstich), Findlinge

Stark geprägt wird die gesamte Region vom Alpenrhein. Durch die Rheinregulierung zu Beginn des 20. Jahrhunderts wurde die grösste Hochwassergefahr gebannt und dem Rhein sein heutiges Gesicht verliehen. Im Zuge dessen wurde der Lauf des Rheins verbreitert und einige der alten Flussschleifen, der danach so genannte Alte Rhein, in stehende Gewässer umgewandelt. Die Regulierung des Rheins und Wartung des Hochwasserschutzes ist aber weiterhin eine konstante Aufgabe. Da die Sicherheit vor einem Jahrhunderthochwasser heute nicht mehr gegeben ist, werden laufend Konzepte zur Renaturierung und Verbesserung des Hochwasserschutzes erarbeitet. Einen weiteren, wichtigen geographischen Aspekt des Alpenrheintals bildet der Bodensee, der es am unteren Ende abschliesst und schon seit geraumer Vorzeit Menschen zur Ansiedlung darin bewogen hat.
Grosse Teile des Gebiets waren Sumpflandschaft und Auenwälder, die erst durch Melioration urbar gemacht wurden. Torfstechen und Rheinholzen waren lange noch gute Einnahmequellen der ansonsten überwiegend armen Bevölkerung. Torfstechen wurde wegen des Naturschutzes verboten, und Rheinholzen wird nur noch aus Tradition betrieben.

### Regionen und Subregionen

#### Churer Rheintal
Der Name Churer Rheintal bezieht sich auf die Stadt Chur, den Hauptort des Kantons Graubünden. Der grösste Teil des Abschnittes zwischen der Vereinigung von Vorder- und Hinterrhein und der nördlichen Bündner Kantonsgrenze bei Fläsch gehört zum Churer Rheintal. Bei Chur mündet mit der Plessur der erste grössere Seitenfluss, der nicht zu den Quellflüssen des Rheins gezählt wird, in den Hauptarm des Rheins. Talabwärts, beim Ort Landquart, mündet der Fluss Landquart von Klosters-Davos kommend in den Rhein. Landquart ist der Umsteigebahnhof auf die Rhätische Bahn, für die Weiterfahrt auf der Bahnstrecke Landquart–Davos Platz mit Anschluss über die Vereinalinie ins Engadin. Nördlich von Landquart beginnt die Bündner Herrschaft. Hier befindet sich Maienfeld, der Heimatort der Romanfigur Heidi und die St. Luzisteig, ein Pass ins benachbarte Fürstentum Liechtenstein.

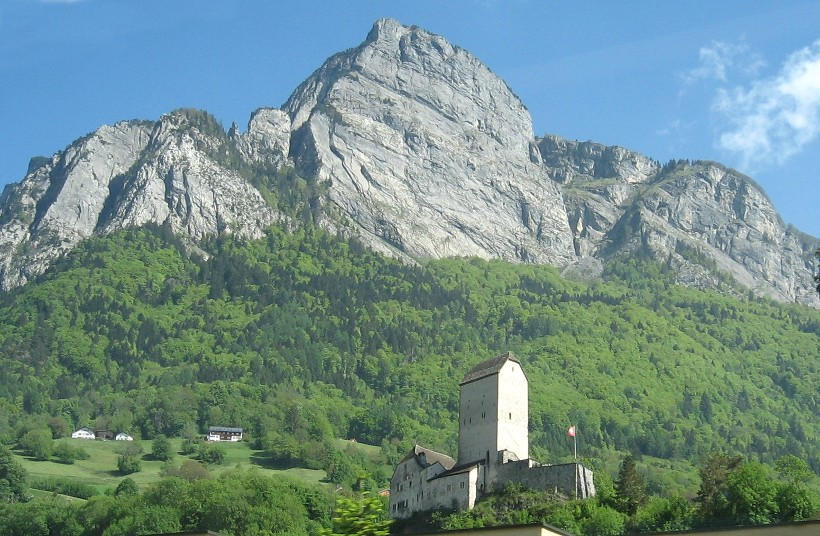
Das Schloss Sargans am Fusse des Gonzen markiert das klimatische Ende des Churer Rheintal.

#### St. Galler Rheintal

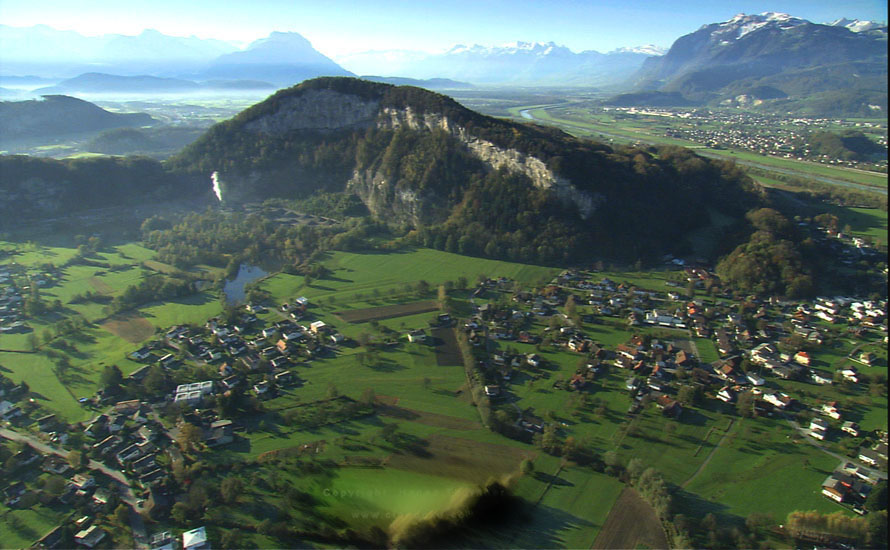
Der Kummenberg

Richtung Norden geht das Churer Rheintal in das St. Galler Rheintal über, das zum Kanton St. Gallen gehörende linksrheinische Gebiet zwischen Sargans und der Rheinmündung. Klimatisch endet das Churer Rheintal allerdings erst in Sargans. Das Gebiet entspricht ungefähr den Schweizer Wahlkreisen Rheintal und Werdenberg und wird in die drei Kleinregionen «Sarganserland», Werdenberg und «Region Rheintal» unterteilt.
An den westlichen Hängen wurde ab dem 9. Jahrhundert viel Weinbau betrieben. Auch heute wird noch Wein produziert, allerdings hat der Weinbau seinen früheren Stellenwert verloren. Die Landwirtschaft ist geprägt von Silomais, aber auch Speisemais (Rheintaler Ribelmais Türggen) und Karotten (Rüebli). Rheintaler Ribel oder Türggenribel ist das einzige Schweizer Getreideprodukt mit geschützter Herkunftsbezeichnung.
Der dort gesprochene hochalemannische Dialekt ähnelt dem liechtensteinischen sowie dem vorarlbergischen Dialekt.

##### Sarganserland
Wenige Kilometer von Landquart talabwärts befindet sich auf der linken Seite des Rheins das Sarganserland mit Bad Ragaz und seinen Heilquellen. Hier mündet die Tamina in den Rhein, die wegen ihrer eindrucksvollen Schlucht als Sehenswürdigkeit gilt. Die Gemeinde Sargans, der die Region den Namen verdankt, kennt man hauptsächlich wegen ihres Schlosses. Das Schloss Sargans, das sich am Fuss des Gonzen auf einer Anhöhe befindet, wurde im 12. Jahrhundert erbaut. Der Gonzen ist auch bekannt wegen des gleichnamigen Bergwerks, in dem schon im frühen Mittelalter Erze abgebaut wurden. Sargans ist auch der Ausgangspunkt des Skigebiets am Pizol, das auch von den Bewohnern des süddeutschen Bodensee-Raums als Tagesausflugsziel genutzt wird. Hier befindet sich auch eine Wasserscheide: eine nur wenige Meter hohe Gesteinsplatte verhindert, dass der Rhein durch das Seeztal zum Walensee fliesst.
Der Wahlkreis Sarganserland gehört nur teilweise zum St. Galler Rheintal.

##### Werdenberg
Die Region Werdenberg, wie sie auf der Anzeigetafel der Region an der Autobahn A13 bezeichnet wird, umfasst die Orte Buchs, Gams, Grabs, Sennwald und Wartau sowie die Dörfer Sennwald, Frümsen, Salez, Haag und Sax, die zu der Gemeinde Sennwald gehören. Das Werdenberg entspricht in etwa der Grösse des Fürstentums Liechtenstein und ist auch fast genauso lang in seiner Nord-Süd-Ausdehnung. Abgesehen von Buchs, dem Hauptort der Region, ist es von ländlichem Charakter geprägt. Landwirtschaft spielt hier eine zentrale Rolle. Ein grösseres Industriegebiet besteht in Sennwald. Die grossen Einkaufszentren der Region befinden sich in Haag. Sie werden auch rege von Liechtensteinern und Rheintalern besucht. Haag ist der Verkehrsknotenpunkt der Region, da er das Liechtenstein mit Gams in Querrichtung des Tals verbindet. Gams ist der Ausgangspunkt der Strasse nach Wildhaus-Unterwasser-Wattwil und damit auch ins Toggenburg.

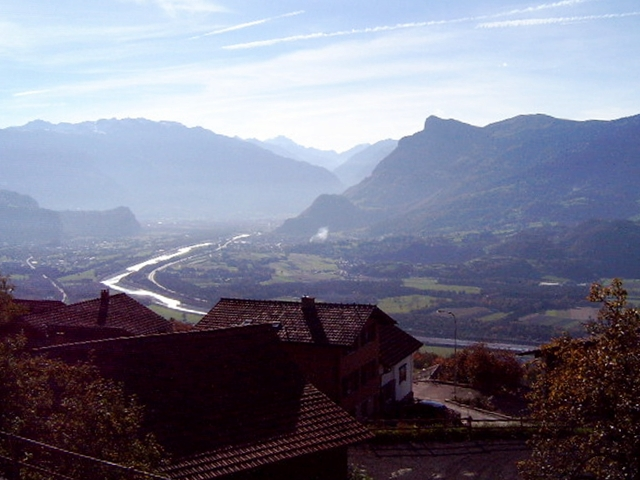
„Junger Rhein“ von Triesenberg in Liechtenstein betrachtet

##### Region Rheintal

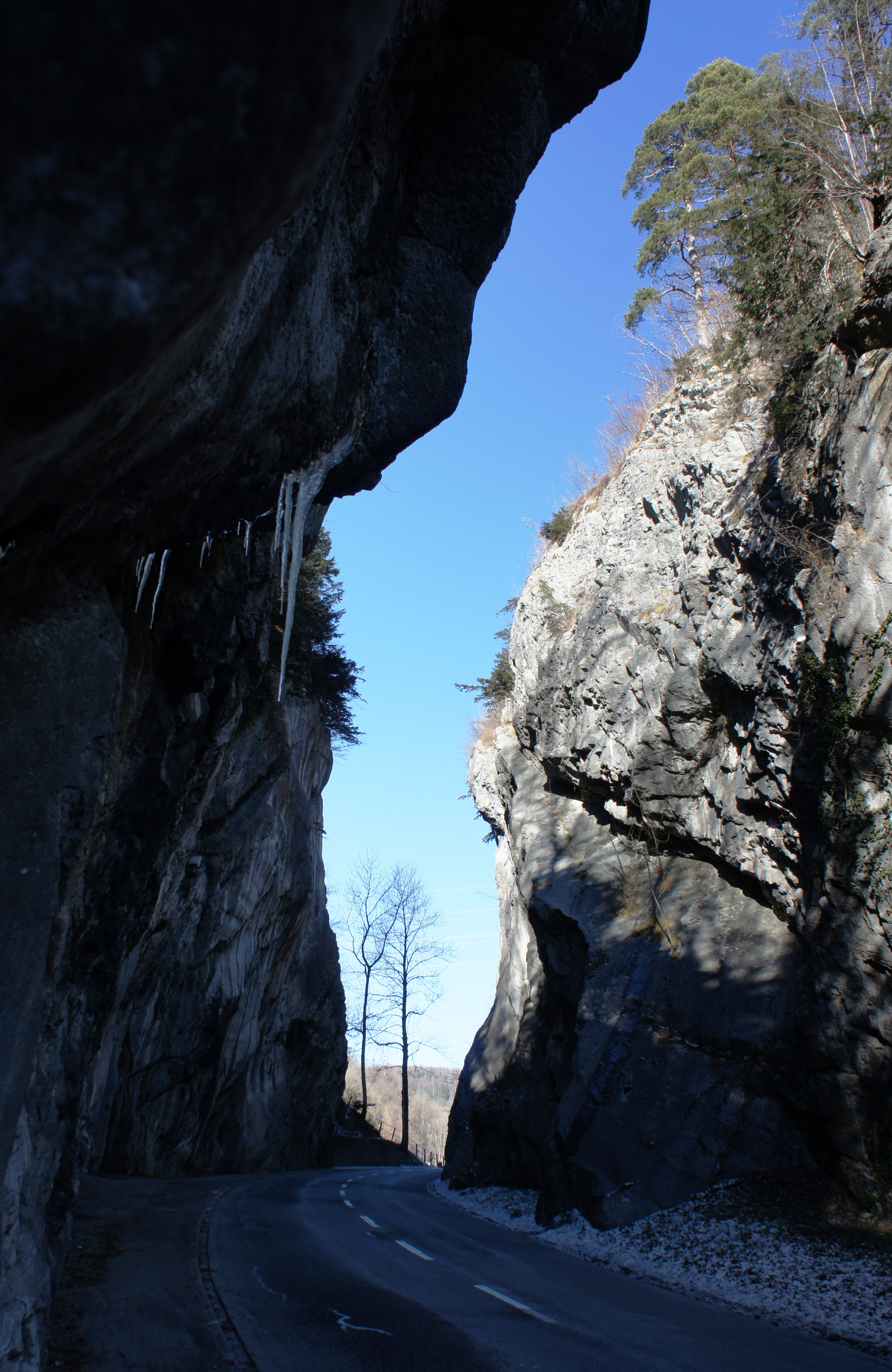
Der schmale Durchgang am Hirschensprung

Die Region Rheintal entspricht ungefähr dem Wahlkreis Rheintal. Sie umfasst die Schweizerischen Gemeinden Rüthi, Oberriet, Eichberg, Altstätten, Marbach, Rebstein, Balgach, Berneck, Diepoldsau, Widnau, Au, St. Margrethen und Rheineck sowie die Orte Heerbrugg und Kriessern. Ausserdem gibt es einige Dörfer z. B. Eichenwies und Kobelwald. Es wird von der lokalen Bevölkerung gern bezeichnet als das Rheintal. Die lokale Zeitung heisst dementsprechend einfach Der Rheintaler. Das Rheintal ist teilweise von Landwirtschaft geprägt. Vor allem an der Grenze zum Werdenberg wird hauptsächlich Mais (Türggen) und Karotten (Rüebli) angebaut. Mit 95 ha Anbaufläche ist das Rheintal die wichtigste Weinbauregion im Kanton St. Gallen.
Es stellt den Hauptverkehrsknotenpunkt der Region Bodensee-Alpenrhein dar.
Laut einer Studie ist die Region Rheintal europaweit als Topstandort für Hochtechnologie eingestuft. Bewertet wurden 1208 Regionen der Europäischen Union. Die Region Rheintal belegte Platz neun, hinter acht irischen Regionen, was nicht zuletzt auf die Nähe zum Vorarlberg zurückzuführen ist. Die Schweizer sind eng verbunden mit den Vorarlbergern und profitieren gleichermassen von der Region Vorarlberger Rheintaler, wie umgekehrt. In Widnau befindet sich eines der grössten zusammenhängenden Industriegebiete mit Bahnanschluss (vergl. → Widnau). Viele Vorarlberger arbeiten auf der Schweizer Seite wegen des höheren Lohnniveaus, während sich die Schweizer gerne und oft ins Vorarlbergische begeben, um dort einzukaufen oder sich zu vergnügen, wegen der tieferen Konsumentenpreise.
Die Region Rheintal war bis 2002 in zwei Bezirke unterteilt, in den Bezirk Oberrheintal und den Bezirk Unterrheintal. Im Rheintal selbst ist es zudem geläufig vom Mittelrheintal zu sprechen. So hiess z. B. der Schlittschuh Club Rheintal (SCR) früher Schlittschuh Club Mittelrheintal (SCM), auch gibt es die Oberstufe Mittelrheintal (OMR) und im Juni 2007 wurde über eine mögliche Fusion von Gemeinden im Mittelrheintal abgestimmt. Mit diesem Ausdruck wird das Gebiet um Heerbrugg bezeichnet (Au, Balgach, Berneck, Diepoldsau und Widnau).
In Oberriet (Süden) riegelt ein Ausläufer des Alpsteins (Blattenberg) das Gebiet geographisch von Rüthi und dem Gebiet Werdenberg ab. Er ist nur durch einen schmalen Durchgang passierbar, der Hirschensprung heisst. In Au (Norden) reichte der Heldsberg bis ans ehemalige Rheinufer. Im Mittelalter wurde dieser Umstand für Befestigungsanlagen genutzt. In Oberriet ist ein Teil dieser Befestigungsanlagen, die Burg Blatten noch erhalten. (siehe → Liste der Kulturgüter in Oberriet)
Als eigentliches Zentrum der Region Rheintal gilt Heerbrugg. Dort kreuzen sich die Hauptstrasse 13 mit der von Österreich kommenden Strasse aus Hohenems, die weiter nach Heiden im Kanton Appenzell führt. Der Bahnhof für die Gemeinden Diepoldsau, Widnau, Balgach und Berneck sowie der zentrale Bus-Umsteigepunkt der RTB Rheintal Bus befinden sich genauso dort, wie die grösseren Einkaufsmöglichkeiten. Die vier Gemeinden, plus Au, sind über Heerbrugg miteinander so verbunden, dass ein Ortswechsel ohne Ortsbeschilderung für nicht Ortsansässige nicht mehr erkennbar ist. Der Autobahnanschluss Widnau ist mit einer Umfahrungsstrasse direkt ans Industriegebiet angeschlossen worden. Der Grenzübergang Au, als wichtigster der Region, ist regelmässig überlastet.
In früheren Zeiten bis Mitte des 20. Jahrhunderts war das Zentrum des Rheintals Altstätten, die einzige Stadt der Region nebst Rheineck. Der Bahnhof Altstätten SBB bietet Anschluss über eine Buslinie nach Altstätten Stadt an die Bahnstrecke Altstätten–Gais, die von den Appenzeller Bahnen betrieben wird. Die Zahnradstrecke führt über den Stoss ins Appenzellerland. Der zentrale Trambahnhof der Strassenbahn Altstätten–Berneck bestand bis Anfang der 1970er-Jahre in Altstätten. Nach der Aufgabe dessen, und dem Einsetzen des Massen-Individual-Verkehrs, verlor die Stadt jedoch kontinuierlich an Bedeutung. Rheineck war seit dem 13. Jahrhundert ein Verkehrszentrum wegen der Rheinflösserei und dem damit verbundenen Hafen (heute Schifflände). Mit der Rheinkorrektur und dem damit verbundenen Verlust der Schiffbarkeit des Rheins verlor auch dieses Städtchen immer mehr an Bedeutung. St. Margrethen beherbergt das grösste Zollfreilager der Region und ist ein Eurocity-Halt der Hochgeschwindigkeitsstrecke München-Zürich.
Die Ortschaft Montlingen erhielt beim Ausbau der N13 zur A13 im Jahr 2002 einen Lärmschutztunnel, da die Bevölkerung wegen befürchteter Lärmbelästigung beim Bund Einspruch erhoben hatte. Die N13 war wegen überdurchschnittlich vieler schwerer Unfälle bis zum richtungsgetrennten Ausbau als „Todesstrecke“ gefürchtet.
Siehe auch: Vogtei Rheintal, Abschnitt Subregionen im Artikel St. Galler Rheintal

#### Vorarlberger Rheintal

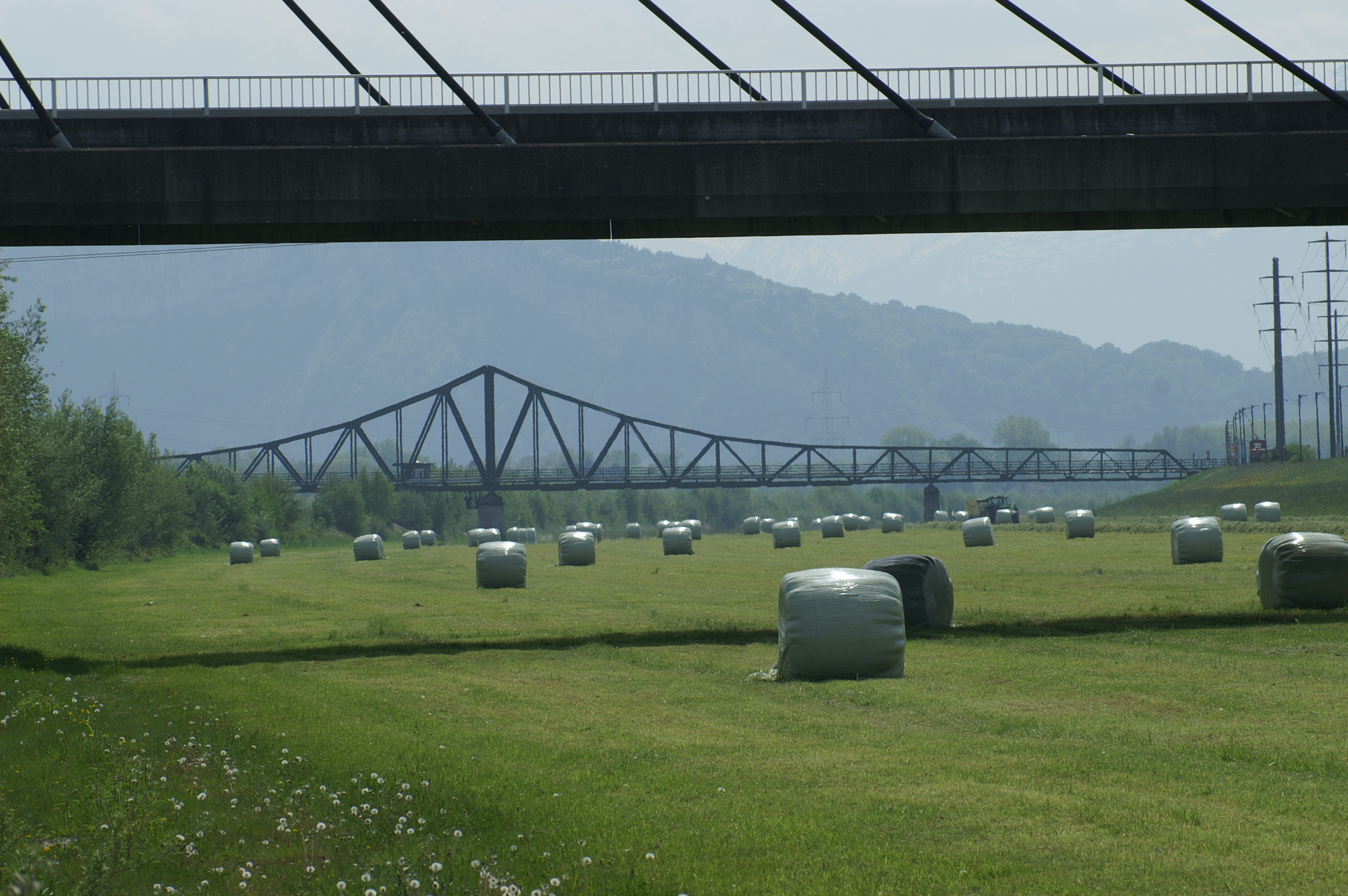
Das Rheinvorland bei Diepoldsau wird landwirtschaftlich genutzt.

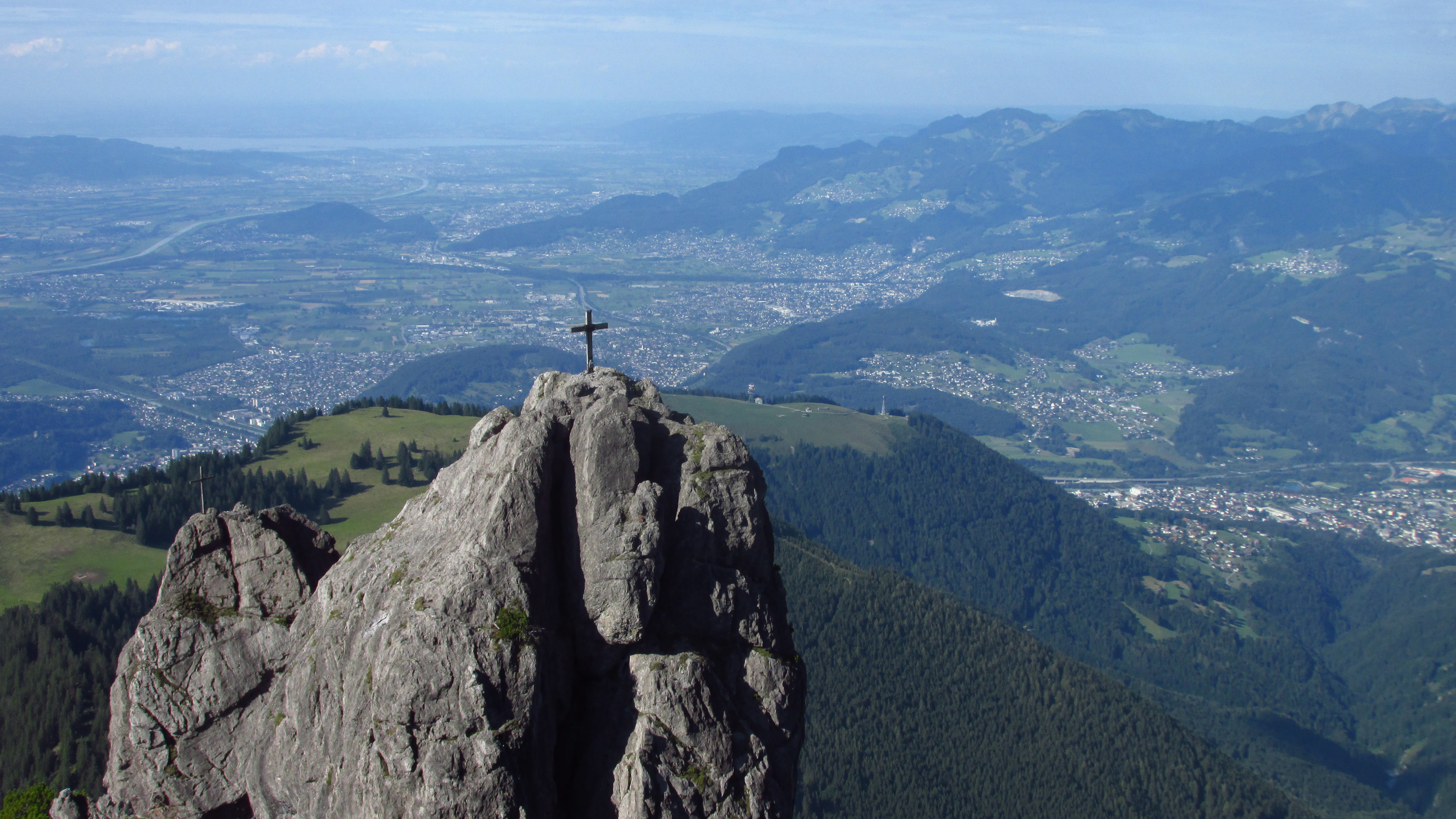
Blick von der Großen Schwester (2053 m) nach Norden übers St. Galler und Vorarlberger Rheintal bis zum Bodensee

Das Vorarlberger Rheintal wird nach der Fließrichtung des Alpenrheins in oberes und unteres Rheintal gegliedert und entsprechend als Ober- und Unterland bezeichnet. Das Unterland erstreckt sich vom Ufer des Bodensees bis zum Kummenberg, das obere Rheintal liegt südlich des Kummenbergs. Das Unterland umfasst den gesamten politischen Bezirk Dornbirn und alle Gebiete des Bezirks Bregenz, die im Rheintal liegen. In diesem Gebiet, das die Agglomerationen von Bregenz und Dornbirn umfasst, leben mit ca. 180.000 Einwohnern etwa die Hälfte aller Vorarlberger. Die „grüne Lunge“ dieser Region ist das Vorarlberger Ried, das sich an der Grenze zur Schweiz befindet und von den Siedlungsgebieten in Vorarlberg von drei Seiten umschlossen wird.
Geographisch umfasst das untere Rheintal auch die Gemeinde Altach. Wegen ihrer historischen Verbundenheit mit der Gemeinde Götzis und der darin begründeten Zugehörigkeit zum Bezirk Feldkirch wird Altach jedoch landläufig dem Oberland zugeordnet.

### Geographische Grenzen

#### Landesgrenzen
Der Rhein bildet die Grenze zwischen Liechtenstein und der Schweiz sowie zwischen Österreich und der Schweiz.
In einigen Abschnitten, die durch die Rheinregulierung von 1900 abgeschnitten wurden, weicht die Grenze vom jetzigen Flusslauf ab. Diese abgeschnittenen Mäandern werden „Alter Rhein“ genannt und bilden noch immer die natürliche Grenze.

#### Gliederung der Alpen
In Bezug auf die Alpeneinteilung nimmt das Alpenrheintal eine Zentrale Rolle ein. In der Zweiteilung der Alpen ist es in weiten Teilen die Grenze zwischen Ostalpen und Westalpen. In der Dreiteilung der Alpen ist es zu weiten Teilen die Grenze von Ost– und Zentralalpen.

### Rheinvorland

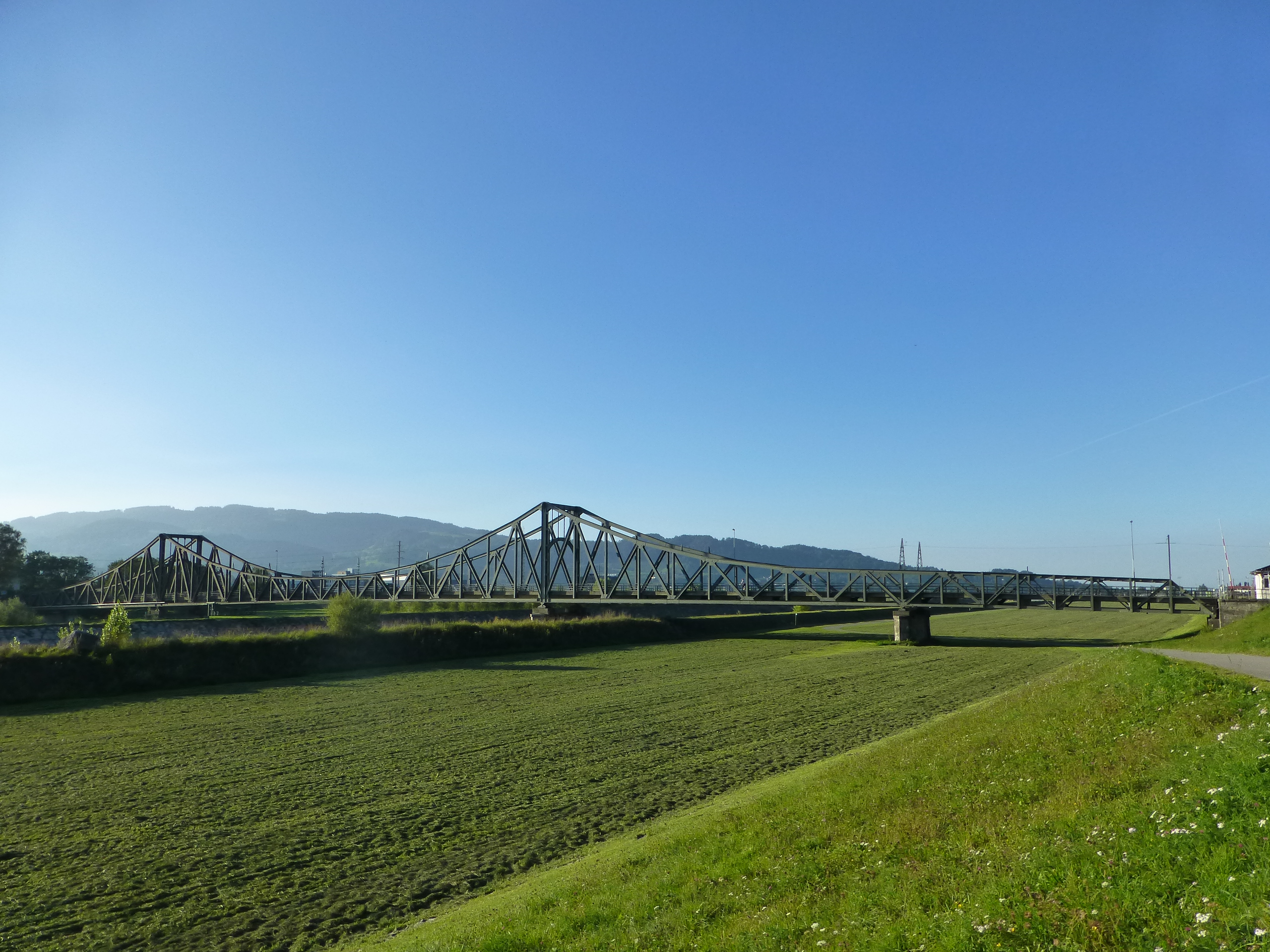
Das Rheinvorland mit der Wiesenrainbrücke

Das Rheinvorland bezeichnet die Kulturfläche zwischen dem Damm des Flussbettes und dem Hochwasserdamm. Es sorgt bei Hochwasser dafür, dass die Wassermassen nicht zur Überflutung des Kulturlandes führen. Das Rheinvorland besteht ab Höhe Bangs rechtsrheinisch, ab Oberriet zu beiden Seiten des Rheins und ist durchschnittlich 100 m breit.
Das Rheinvorland wird vorwiegend landwirtschaftlich genutzt und dient als Naherholungsgebiet. Etliche Teilstücke an beiden Ufern sind auch als Schutzgebiete des Natur- und Landschaftsschutzes ausgewiesen.
Das Rheinvorland in der heutigen Form entstand im Zuge der Rheinkorrekturen.
Das Flussbett des Rheins kann 1285 m³/s Wasser abführen, bis der Rhein die Krone des Normalwasser-Damms übersteigt. Mit dem Rheinvorland und den Hochwasserdämmen kann der Rhein 2600 m³/s Wasser abführen, bevor es definitiv zu einer Überflutung des Kulturlandes im Rheintal kommt
– das entspricht etwa einem 30-jährlichen Hochwasser (HQ 30, das Hochwasser 2005 hatte HQ 20).
Mit Überflutungsräumen beträgt die Abflusskapazität des Rheins im Unterlauf 3100 m³/s, das ist ein 100-jährliches Hochwasserereignis.
In den nächsten Jahren soll die Kapazität der Flutungsräume auf mindestens 4300 m³/s ausgebaut werden. Das betrifft die internationalen Strecken am Unterlauf zwischen Illmündung und Bodensee, der Ausbau wird auf das Wassermanagement am Schweizer Oberlauf abgestimmt. Dazu wurde ein grenzübergreifendes Projekt namens Rhesi („Rhein – Erholung und Sicherheit“) gestartet, in dem die staatlichen Massnahmen, und auch die Bedürfnisse von Landwirtschaft, Freizeit und Naturschutz abgestimmt werden. Diese Neugestaltung des Rheinvorlandes beruht auf dem Entwicklungskonzept Alpenrhein, das von der Internationalen Regierungskommission Alpenrhein (IRKA) und der Internationalen Rheinregulierung (IRR) 2005 erarbeitet wurde.

### Klima und Wetter

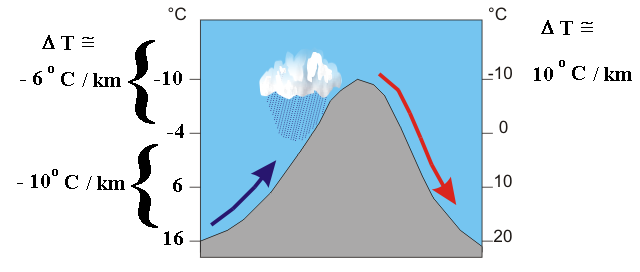
Schematische Darstellung des Föhn

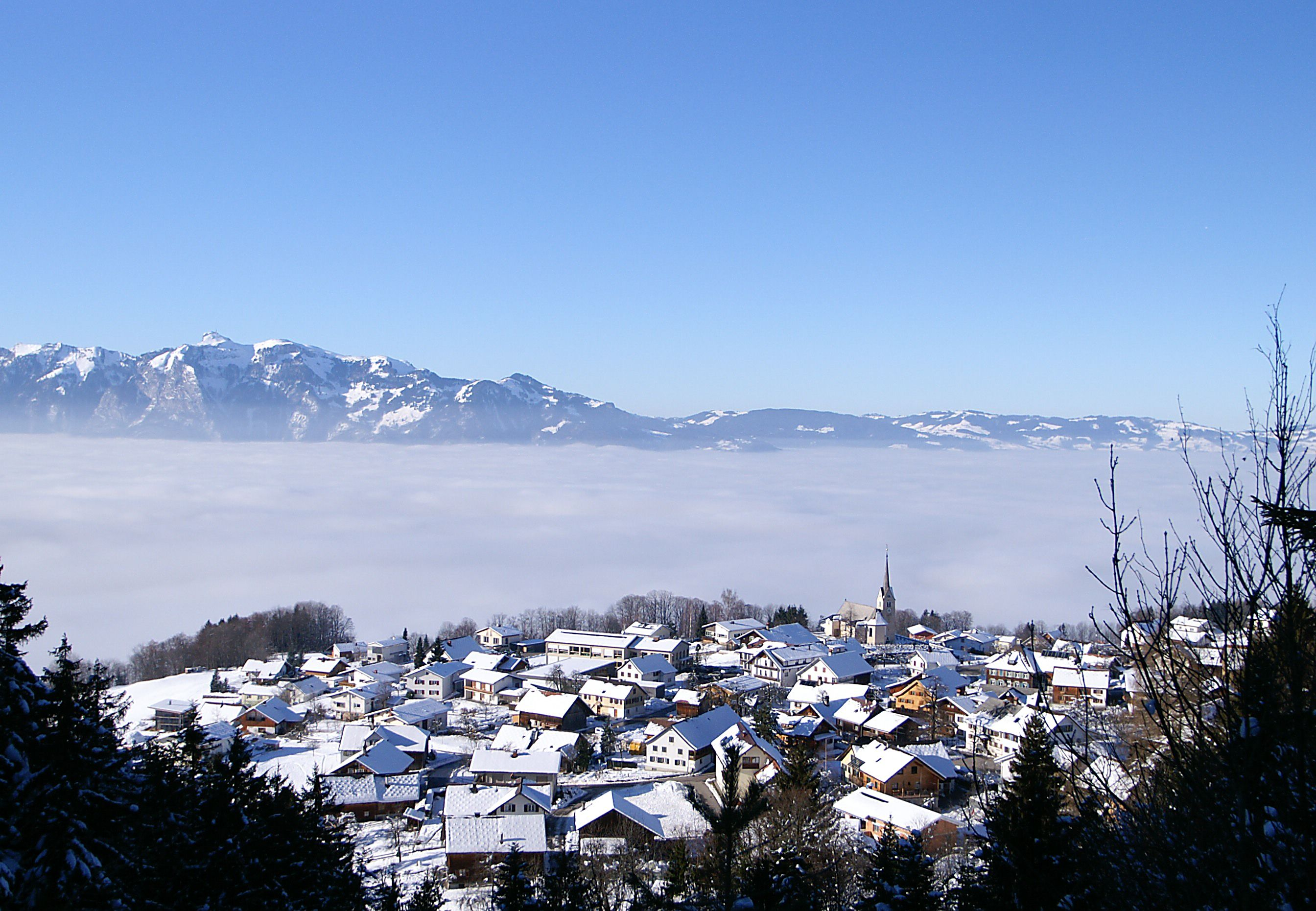
Typische herbstliche Hochnebellage. Die Nebelobergrenze liegt bei etwas über 700 Metern

Ein ausgeprägtes Merkmal des Klimas im gesamten Rheintal ist der starke Föhn, der schlechte Witterung oftmals verdrängt und auch Schneefresser oder Traubensieder genannt wird. Er erreicht nicht selten Windgeschwindigkeiten von über 80 km/h.
Man spricht dann von einem Föhnsturm. Selten werden Böen von bis zu 150 km/h gemessen, was Orkanstärke (64 kn; 117,7 km/h) entspricht. Der Föhn sorgt auch dafür, dass der Mais im Rheintal besonders gut wächst und die Trauben ausreifen können. Die Temperatur steigt dabei im Mittel um 10–12 °C, wenn der Föhn länger als einen Tag andauert. Am 19. September 1999 stieg die Tagestemperatur in Vaduz während einer drei Tage dauernden Föhnlage von ursprünglich 8 °C auf 28 °C an. Zwischen 1989 und 1998 ergab eine statistische Auswertung durchschnittlich 16,4 Föhntage pro Jahr bei durchschnittlich 1,6 Tagen pro Föhnereignis. Der Föhn stösst dabei nicht immer bis zum Bodensee vor. Zwischen dem 15. September 1999 und dem 5. November 1999 wurden in Vaduz zwölf Föhnereignisse aufgezeichnet, nur zwei davon registrierte auch die Messstation in Altenrhein. Der Föhn im Rheintal gehört zu den am besten untersuchten Wetterphänomen in Europa, er wird seit über 150 Jahren untersucht.
Das Wetter im Rheintal kann grundlegend in drei klimatische Zonen unterteilt werden. Das Obere Alpenrheintal, das klimatisch bis Sargans reicht, das Untere Alpenrheintal und den Bodenseeraum um die Mündung des Alpenrheins. Das Klima im oberen und unteren Alpenrheintal ist weitgehend von denselben Einflüssen geprägt, die Gebiete weisen aber nicht immer das gleiche Phänomen zur selben Zeit auf. So kann ein unterer Abschnitt von Nebel bedeckt sein, während der obere Teil bereits unter schwachem Fohneinfluss völlig nebelfrei ist. Allgemein ist der Einfluss des Alpenföhns und der damit verbundene Temperaturanstieg von Süden nach Norden abnehmend. Oftmals liegt das gesamte Rheintal durch die Einflüsse des Bodensees tagelang im Nebel, der besonders im Frühjahr und im Herbst das gesamte Alpenrheintal bedeckt, kann sich aber zu dieser Zeit mit anhaltenden Föhnlagen abwechseln. Für österreichische Verhältnisse gilt das Klima des Rheintals als ausgesprochen mild. Ansonsten ist die Temperatur im unteren Rheintal besonders durch den Bodensee und das Alpsteinmassiv bestimmt. Kaltluftströme kommen aus Westen und bringen feuchte Luft in das Schweizer Mittelland, was oft mit Wind aus westlicher Richtung einhergeht (Westwind). Ein Teil der Wolken kondensiert dabei bereits am Alpstein. Der Westwind der vom Bodensee und aus dem Seeztal kommt und dabei ins Untere Alpenrheintal von beiden Seiten eindringt, steigt am Bregenzerwaldgebirge und an den nördlichen Ausläufern des Rätikons auf und treibt die verbleibenden Wolken in nordöstliche Richtung. Das Untere Alpenrheintal bleibt dabei oft von Regenfällen verschont, während es in den umliegenden Gebieten zu heftigen Niederschlägen kommt. Die Wassermassen fliessen dann ins Rheintal ab, was mit einem raschen Anstieg der Pegel der Rheintaler Gewässer einhergeht.

#### Klima im Bodenseeraum
Im Allgemeinen ist das Klima dasselbe wie im ganzen südostdeutschen Raum. Durch die Einflüsse des Bodensees wird das Gebiet von der Mündung des Alpenrheins bis einige Kilometer talaufwärts im Frühjahr und Herbst, bei schönen Wetter, durch hartnäckigen Bodennebel bedeckt, der sich im Mündungsgebiet bis in die Nachmittagsstunden halten kann. Auch das Rheinvorland ist von diesem Phänomen des Öfteren betroffen. Der Föhneinfluss in diesem Gebiet ist weit weniger ausgeprägt.

## Geschichte

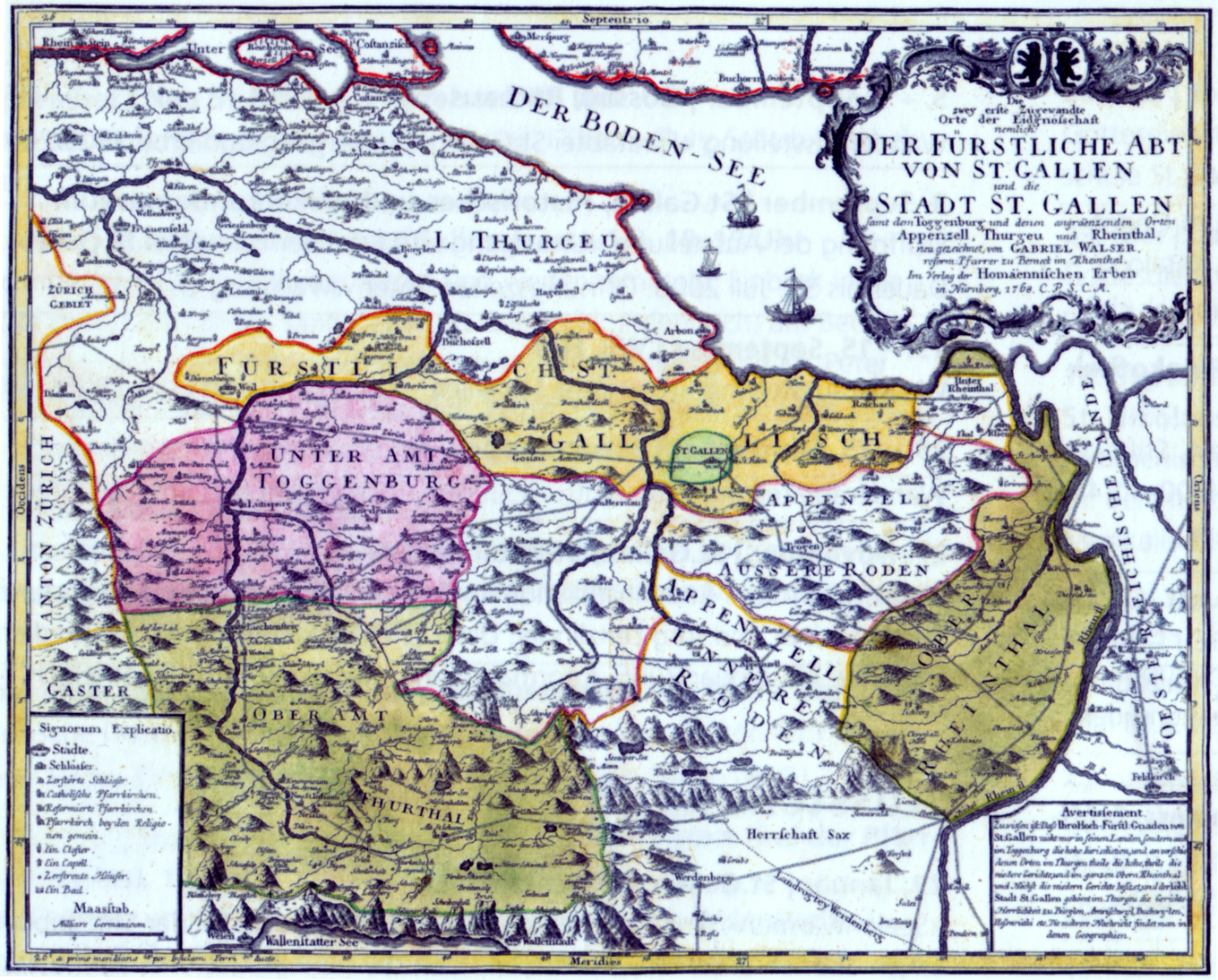
Karte des Gebiets der Fürstabtei St. Gallen und der Stadtrepublik St. Gallen, Zugewandte Orte der Alten Eidgenossenschaft, 1768

Die Geschichte der heute hauptsächlich auf drei verschiedene Staaten aufgeteilten Landschaft ist eng miteinander verbunden und wechselhaft. Die heutigen politischen Gemeinden und Territorien bildeten sich aus dem römischen Churrätien und den alemannisch besiedelten Gebieten um den Bodensee heraus, die später im Herzogtum Schwaben aufgingen. Mit dem Ende der Staufer im frühen 13. Jahrhundert, endete auch die politische Zusammengehörigkeit des Rheintales. An ihre Stelle trat nun eine Zersplitterung in Klein- und Kleinstgebiete. Während die Habsburger immer stärker in das Gebiet hineindrängten, erhielt sich gleichzeitig der Einfluss des Klosters St. Gallen. Die heutigen nationalen Grenzen entlang des Alpenrhein kristallisierten sich im Schwabenkrieg ab 1499 heraus.
Die alte schwäbische Höchster Mark wurde etwa als Resultat des Schwabenkriegs geteilt. Aus dem Ortsteil St. Johann wurde nunmehr das heutige Höchst. Der Ortsteil St. Margrethen wurde eigenständig und Teil der Eidgenossenschaft. Der Reichshof Lustenau hingegen wurde erst 1593 geteilt, durch Abspaltung von Widnau-Haslach (heute Gemeinden Widnau, Au und Diepoldsau/Schmitter). Prinzipiell aber legte der Schwabenkrieg die Grenzlinien zwischen der Eidgenossenschaft und dem Heiligen Römischen Reich fest und hatte damit bis auf den heutigen Tag Einfluss auf die Grenzziehung mitten durch das Tal.
Innerhalb des Tales kam es weiterhin zu starken Territorialveränderungen. Das St. Galler Rheintal gehörte so bis 1798 zu den verschiedenen historischen Territorien:
- Rheingau, bis ins 12. Jahrhundert der Name des Territoriums das ungefähr dem heutigen Wahlkreis Rheintal entspricht
- Vogtei Rheintal, 1491 bis 1798 eine Gemeine Herrschaft der Alten Eidgenossenschaft
- Grafschaft Sargans, bis 1798 eine Gemeine Herrschaft der Alten Eidgenossenschaft
- Amt Gams der Vogtei Windegg, bis 1798 Gemeine Herrschaft der Alten Eidgenossenschaft
- Grafschaft Werdenberg, bis 1798 ein Untertanengebiet des Kantons Glarus
- Herrschaft Sax, bis 1798 Untertanengebiet des Kantons Zürich.

1798 wurden die linksrheinischen Gebiete zwischen den Kantonen Säntis und Linth der Helvetischen Republik aufgeteilt. Nach der Gründung des Kantons St. Gallen 1803 bildete das Rheintal von Staad bis Lienz den Bezirk Rheintal, Werdenberg, Wartau, Sax und Gams den Bezirk Werdenberg. Der Bezirk Sargans verlor Wartau, erhielt jedoch Quarten. 1831 wurde der Bezirk Rheintal in die Bezirke Unter- und Oberrheintal aufgeteilt, was 2003 im Rahmen der Neueinteilung des Kantons St. Gallen in Wahlkreise wieder rückgängig gemacht wurde.
Rechtsrheinisch wurden die vorarlbergischen Gebiete erst um 1815 endgültig unter den Habsburgern vereint. Vorarlberg wurde erst 1861 mit einem eigenen Landtag ausgestattet und erst nach dem Ersten Weltkrieg komplett unabhängig von Tirol. Eine Sonderrolle kam stets Liechtenstein zu, das als souveränes Fürstentum stets an der Seite Österreichs stand, sich nach 1918 aber der Schweiz zuwendete.

### Geschichtsvereine
- Historischer Verein des Kantons St. Gallen
- Historisch-Heimatkundliche Vereinigung der Region Werdenberg
- Verein für die Geschichte des Rheintals
- Museumsgesellschaft Altstätten
- Museumsgesellschaft Rorschach

## Bevölkerung
| Kanton/Land   | Einwohner |
| ------------- | --------- |
| St. Gallen    | 148.755   |
| Graubünden    | 065.000   |
| Liechtenstein | 034.500   |
| Vorarlberg    | 247.370   |

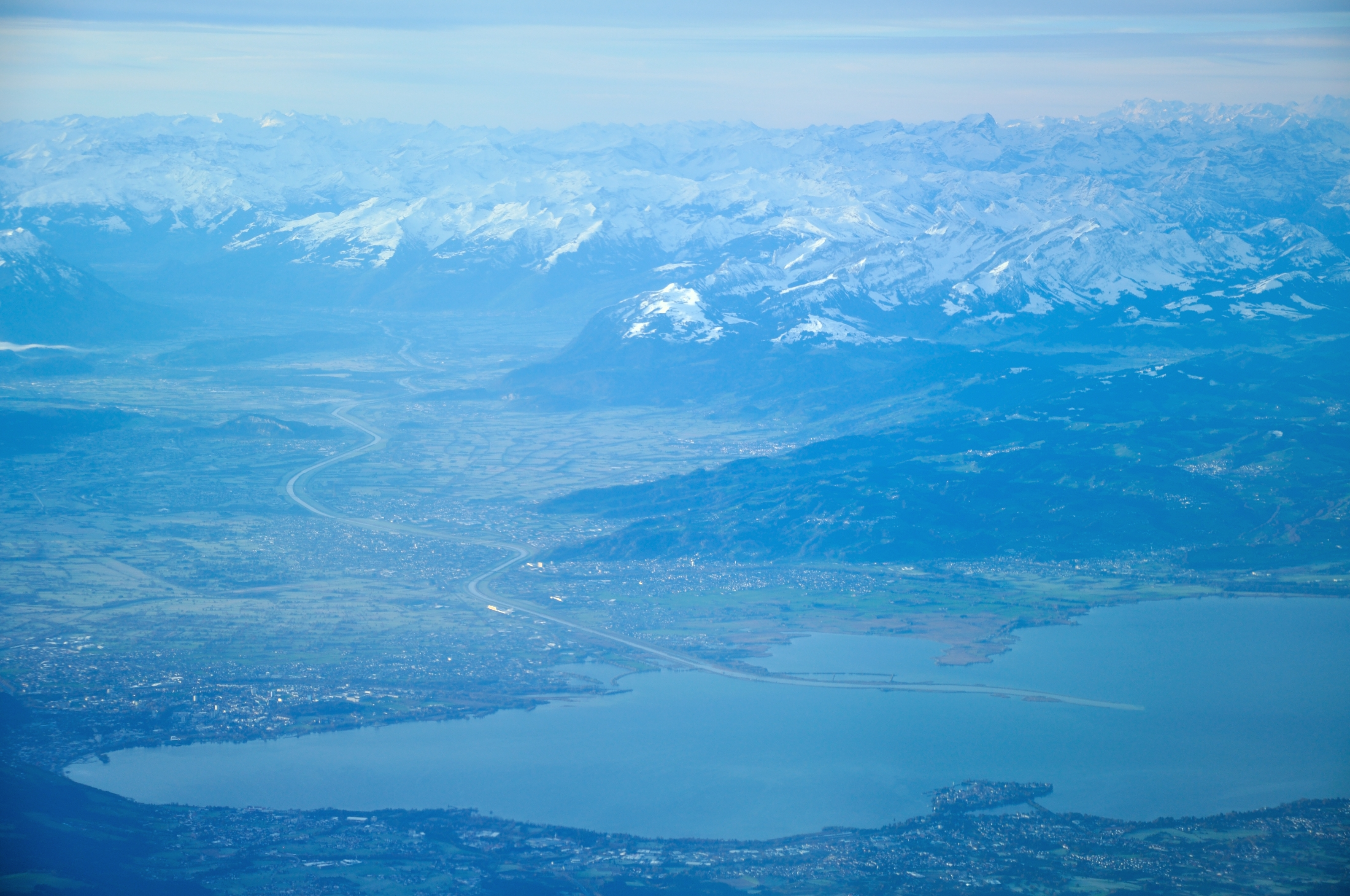
Der bevölkerungsreichste Teil des Rheintals.

Im Alpenrheintal leben rund 470.000 Menschen, mit steigender Tendenz.
Die bevölkerungsreichsten Ortschaften im Rheintal sind:
in der Schweiz Chur (± 34.000)
in Liechtenstein Schaan (± 6.000)
in Österreich Dornbirn (± 47.000).
Auf Vorarlberger Seite wuchs die Bevölkerung in den letzten 13 Jahren um 8 %.

## Verkehr

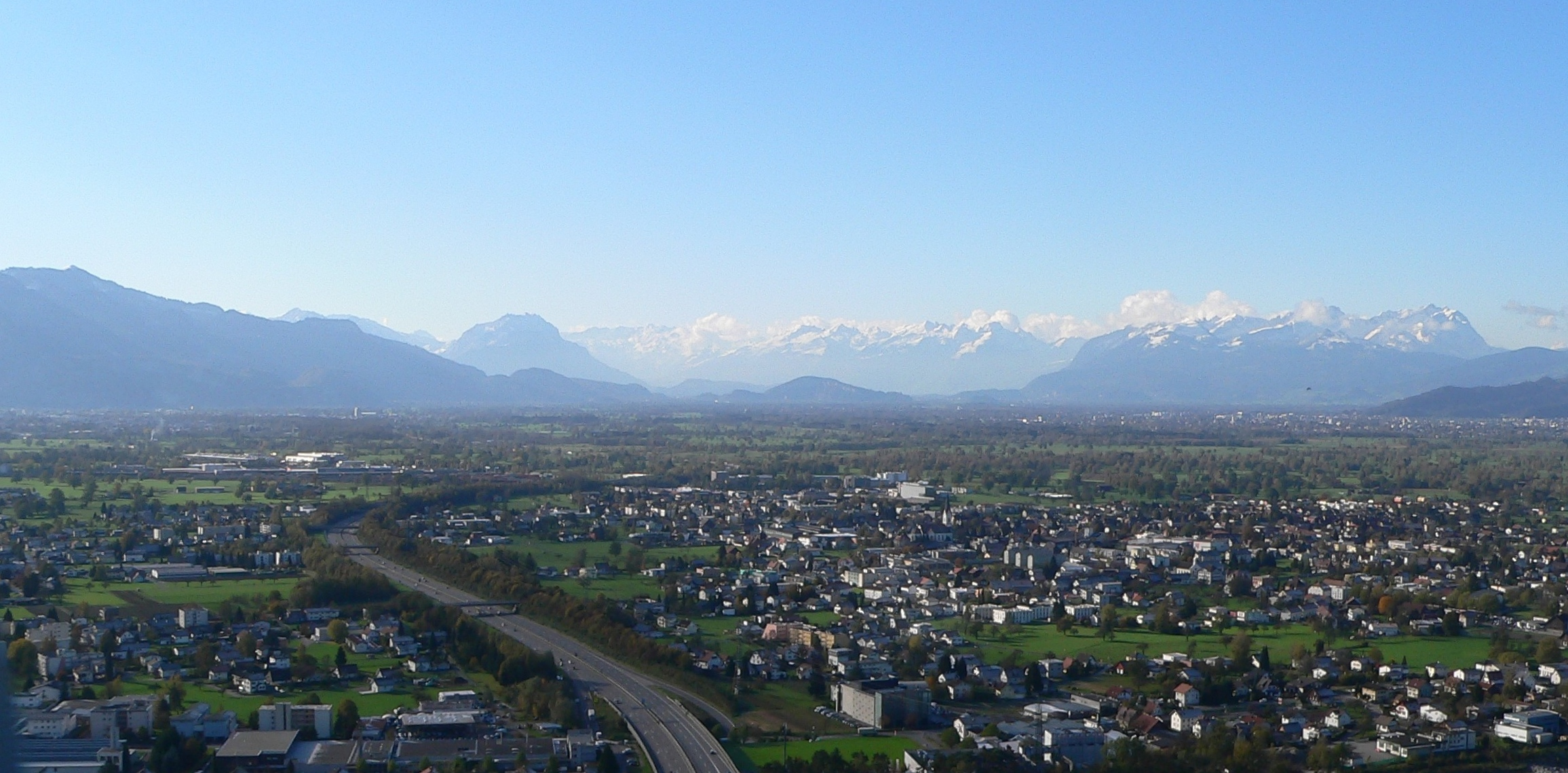
Alpenrheintal vom Gebhardsberg aus nach Süden. Im Vordergrund die A14 sowie Lauterach. Rechts im Hintergrund der Alpstein mit seinem höchsten Gipfel Säntis. Links im Hintergrund Ausläufer des Rätikons mit den Drei Schwestern. Im zentralen Hintergrund die Alviergruppe und Teile der Churfirsten.

### Strassenverkehr
Die Region ist sowohl an das schweizerische (A13) und österreichische Autobahnnetz (A14), sowie im Anschluss an die A14, an das deutsche Autobahnnetz angebunden. Eine seit 25 Jahren projektierte Verbindung der beiden Autobahnen im Unteren Rheintal (die sogenannte A15 später S18), existiert bis heute nicht. Transitverkehr, Ziel- und Quellverkehr sowie der Urlauberverkehr bereiten allerdings zunehmend Schwierigkeiten (Feinstaubbelastung).

### Öffentlicher Verkehr
Mehrere internationale Bahnlinien führen direkt durch das Rheintal, darunter die Strecke Zürich–München, sowie Zürich–Wien. Der öffentliche Personennahverkehr ist nicht einheitlich organisiert, bietet jedoch grenzüberschreitenden Verkehr. Tarifverbünde existieren bisher erst innerhalb der nationalen Grenzen. Es existieren aber Überlappungen und Kooperationen zwischen den einzelnen Verbünden. Ein Beispiel dafür ist die Verbindung Heerbrugg-Lustenau-Dornbirn. Die Linie wird gemeinsam von RTB Rheintal Bus (St. Gallen) und Landbus Unterland (Vorarlberg) betrieben und trägt die Doppelbezeichnung 351/51. Die S-Bahn St. Gallen und die S-Bahn Vorarlberg sind über die Linie S3 in St. Margrethen verbunden. Im Süden soll eine neue FLACH S-Bahn zwischen Feldkirch und Buchs eine bessere Verbindung herstellen. Nach wie vor im Gespräch ist das Projekt Bodensee S-Bahn, das einen integrierten Schnellbahnverkehr im gesamten Bodensee- und Alpenrheinraum vorsieht.

### Luftverkehr

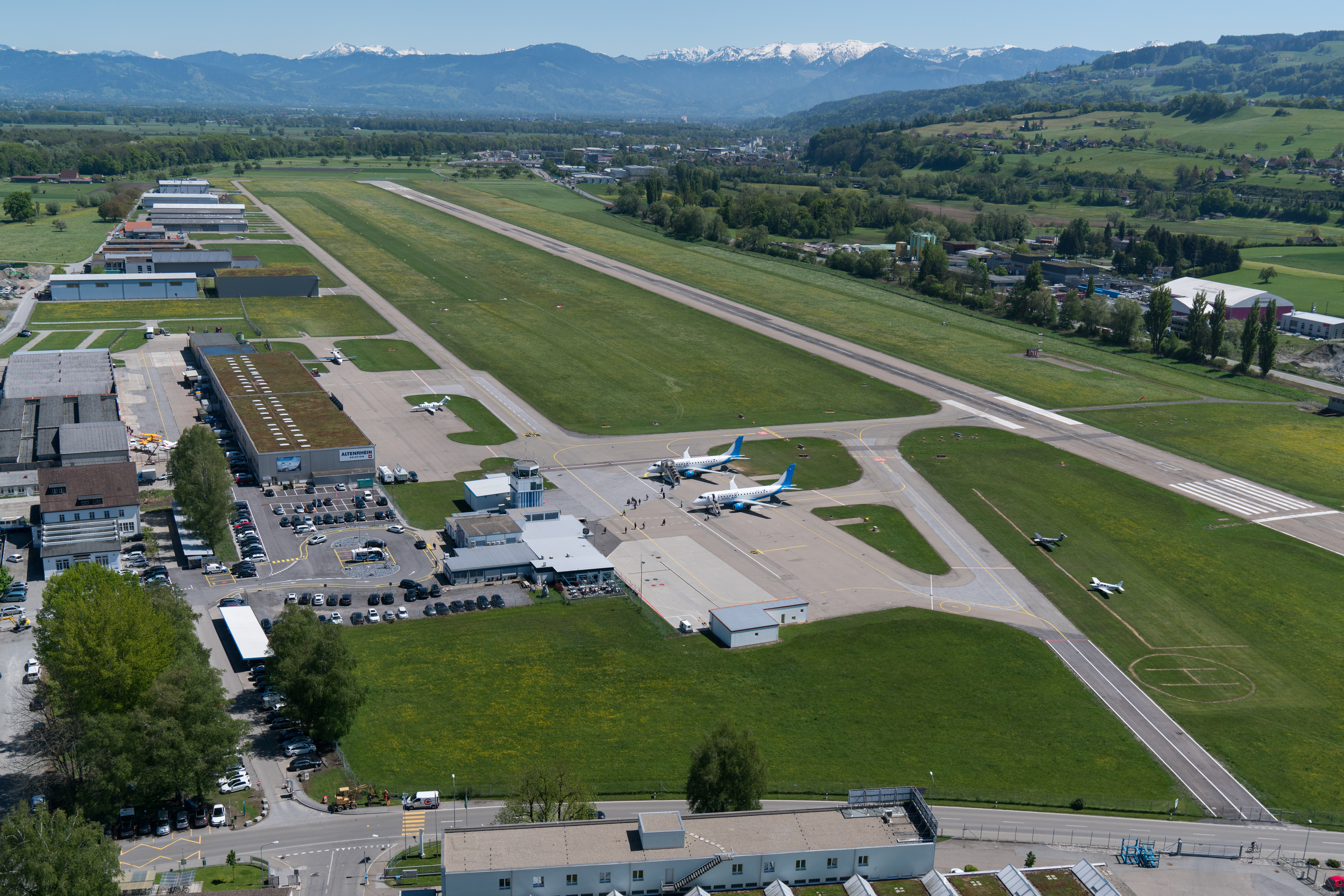
Airport St.Gallen-Altenrhein LSZR ACH

Der seit 1927 bestehende Flugplatz St. Gallen-Altenrhein ist der einzige internationale Flughafen der Region. Er hat eine Kapazität von 250'000 Passagieren pro Jahr. Befördert wurden 2019 145'000 Passagiere. Er bietet 80 Arbeitnehmer eine Beschäftigung. Die Rheintalflug war von 1973 bis 2002 dort beheimatet. Sie bediente ab 1997 die Strecke Altenrhein-Wien 17 Mal pro Woche. Nachfolgegesellschaft ist die InterSky die ihre Basis am Flughafen Friedrichshafen hat, welcher zunehmend in Konkurrenz mit dem Flughafen Altenrhein steht.
Sportflugplätze existieren unter anderem in Hohenems und Bad Ragaz.

### Langsam Verkehr
Grosse Teile des ersten Abschnitts (Andermatt-Basel) vom Rheinradweg verlaufen durch das Alpenrheintal. In der Schweiz heisst der Fahrradweg (Veloweg) Rhein-Route und hat die Routennummer zwei (Route 2).
In St. Margrethen hat die Route 2 Anschluss an die Alpenpanorama-Route (Route 4), die von St. Margrethen nach Aigle führt.

### Grenzüberschreitender Verkehr
In der Region Alpenrheintal existieren wegen des Grenzcharakters des Rheins und der angrenzenden Berge verschiedene Knotenpunkte des öffentlichen und privaten Verkehrs.

#### Graubünden - Sarganserland
- Chur: SBB - Rätische Bahn
- Landquart: SBB - Rätische Bahn (Vereinalinie)
- Sargans: A13 - A3

#### Werdenberg - Liechtenstein
- Grenzübergang: Trübbach - Balzers
- Strasse: Vaduz - Malbun (Tunnel)
- Strasse: Grabs - Wildhaus
- Grenzübergang: Schaan - Haag
- Grenzbahnhof: Buchs

#### St. Galler Rheintal - Vorarlberg
- Strasse: Feldkirch - Arlberg
- Strasse: Altstätten - Stoss
- Grenzübergang: Diepoldsau - Hohenems
- Grenzübergang: Au - Lustenau
- Industrieanbindung: Bahnhof Wolfurt
- Grenzübergang: Die A15 (S18) seit 50 Jahren geplant
- Grenzübergang: St. Margrethen - Höchst
- Grenzübergang: St. Margrethen - Bregenz (HGV-Anschluss)
- Strasse: Bregenz (Pfändertunnel)
- Grenzübergang: Bregenz - Lindau
- Schifffahrt: Rheineck - Rorschach

## Wirtschaft
Neben einzelnen übrig gebliebenen Unternehmen der Textilindustrie, die das Rheintal ehemals stark prägte, sind es heute vor allem Unternehmen der Metallverarbeitenden Industrie (SFS Holding), der Hochtechnologie (Leica Geosystems, VAT Vakuumventile, Doppelmayr-Garaventa Gruppe, Menzi Muck), der chemischen Industrie (Ems-Chemie) aber auch der Bauindustrie (Hilti, Rhomberg Gruppe), die die wirtschaftliche Landschaft bestimmen. Im Liechtenstein ist zudem der Banken- und Finanzsektor stark vertreten. Diese Unternehmen sorgen in der Region in erster Linie für Arbeitsplätze und Wirtschaftswachstum. Der Tourismus, der die anschliessenden Regionen wie den Bregenzerwald oder das Appenzellerland stark beeinflusst, spielen eine eher untergeordnete Rolle im Rheintal. Einzig in der Gegend um Sargans ist er von grösserer Bedeutung (Pizol).
Laut einer Studie aus dem Jahre 2004 des Manager Magazins – bewertet wurden 1208 Regionen der EU – ist das Rheintal-Bodenseegebiet europaweit mit Platz elf als Topstandort für Hochtechnologie eingestuft.
Die Schweizer sind eng verbunden mit Vorarlberg und profitieren gleichermassen von der Region Vorarlberger Rheintaler, wie umgekehrt. In Widnau befindet sich eines der grössten zusammenhängenden Industriegebiete mit Bahnanschluss (vergl. → Widnau). Viele Vorarlberger arbeiten auf der Schweizer Seite wegen des höheren Lohnniveaus, während sich die Schweizer gerne und oft ins Vorarlbergische begeben, um dort einzukaufen oder sich zu vergnügen, wegen der tieferen Konsumentenpreise.

## Sonstiges

### Vision Rheintal

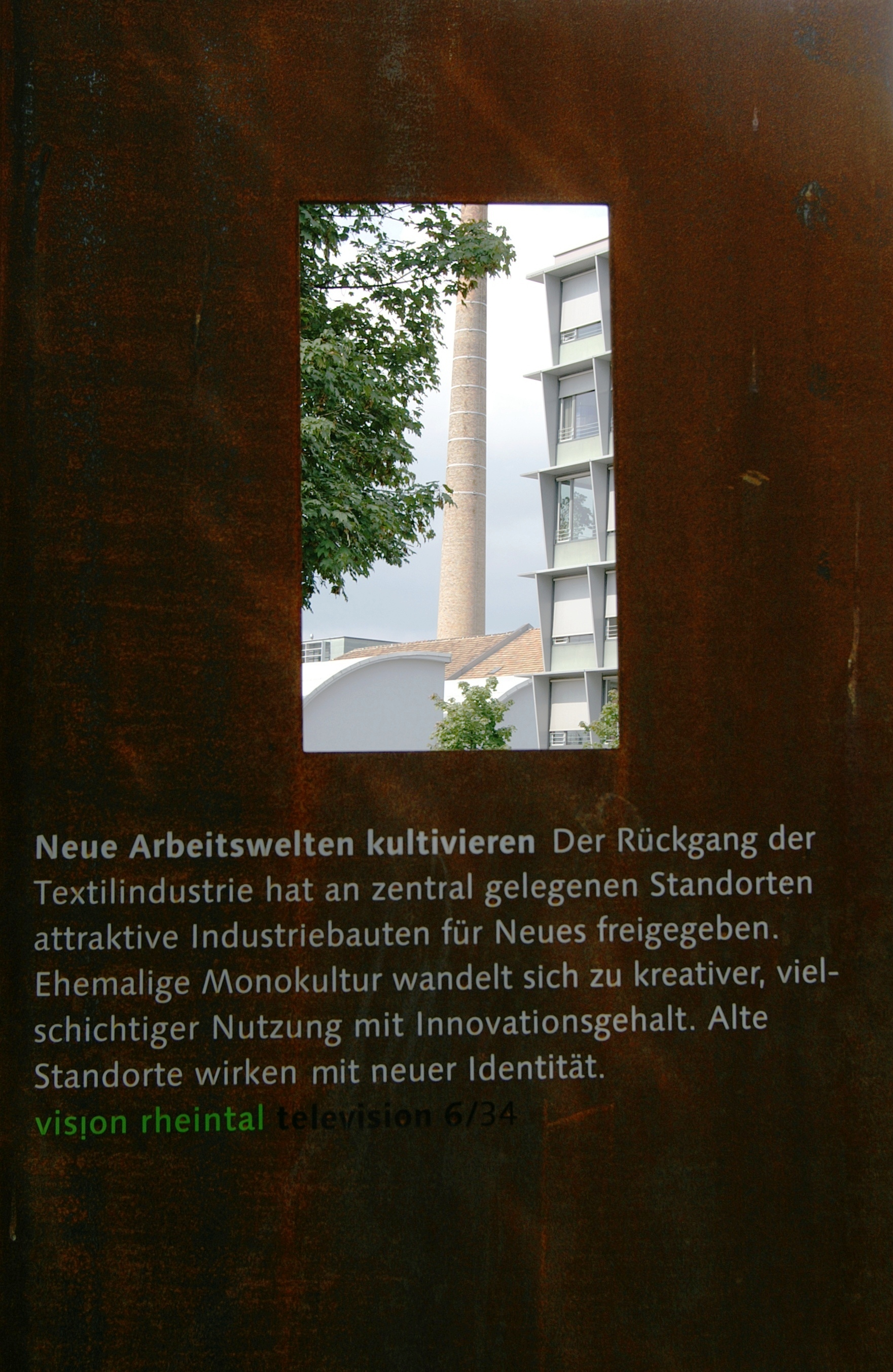
Auf dem Gelände der ehemaligen Textilfabrik F.M. Rhomberg in Dornbirn entstand ein Wirtschaftspark für Unternehmen verschiedener Branchen.

2004 wurde von der Vorarlberger Landesregierung das Projekt Vision Rheintal initiiert. Das damalige Ziel war die Analyse des Ist-Zustandes und Erstellung eines Leitbilds, unter offener Beteiligung, zur räumlichen Entwicklung.
Seit den 1960er-Jahren hat sich insbesondere das Vorarlberger Rheintal weg von den abgegrenzten dörflichen Strukturen hin zu einem beinahe geschlossenen Siedlungsband entwickelt.
Eine häufig geäusserte Kritik an der Vision Rheintal ist die Ausklammerung der linksrheinischen, schweizerischen Gebiete.

### Medienpräsenz
- Die beiden Kinderbücher Heidis Lehr- und Wanderjahre und Heidi kann brauchen, was es gelernt hat der Schweizer Autorin Johanna Spyri (1827–1901) aus den Jahren 1880 und 1881 gehören zu den bekanntesten Kinderbüchern der Welt. Die Handlung spielt im Alpenrheintal (Maienfeld). → Roman Heidi
- Im Film Das Boot ist voll von Markus Imhoof spielt das St. Galler Rheintal eine zentrale Rolle.
- Der Fall des Polizeihauptmanns Paul Grüninger aus St. Gallen im Zusammenhang mit den Vorkommnissen an der Grenze im Rheintal wurde mehrfach verfilmt.
  - Im Film Akte Grüninger (2014)
  - Im Film Grüningers Fall (1997) → Grüningers Fall bei IMDb

## Persönlichkeiten

### Industrielle/Unternehmer
- Adolf Hämmerle, österreichischer Stickereifabrikant und Politiker
- Franz Martin Hämmerle, österreichischer Textilunternehmer und Gründer der F. M. Hämmerle
- Edgar Oehler, Schweizer Unternehmer und Politiker (CVP) aus Balgach (CH)
- Günter Rhomberg, österreichischer Manager und Kulturfunktionär
- Lorenz Rhomberg, österreichischer Unternehmer, NSDAP-Funktionär und NSDAP-Gauwirtschaftsberater
- Albert Rhomberg, österreichischer Unternehmer und Politiker
- Wilhelm Rhomberg, Textilfabrikant und Politiker
- Jacob Rohner (* 2. Oktober 1852 in Rebstein; † 15. August 1926), Industrieller im Textil-Sektor aus Altstätten (CH)
- Familiendynastie Schmidheiny, Industriellen und Politiker Familie aus Heerbrugg (CH)

### Sportler
- Christian Klien (* 7. Februar 1983 in Hohenems, Vorarlberg) ist ein österreichischer Automobilrennfahrer.
- Marc Girardelli (* 18. Juli 1963 in Lustenau, Vorarlberg) ist ein ehemaliger alpiner Skirennläufer
- Tina Weirather (* 24. Mai 1989 in Vaduz, Liechtenstein) ist eine ehemalige alpine Skirennläuferin.

### Geschichte
- Oskar Keller: Alpen – Rhein – Bodensee. Eine Landschaftsgeschichte. Appenzeller Verlag, Herisau 2013, ISBN 978-3-85882-668-8, S. 176.
- Das St. Galler Rheintal um 1800, Johann Rudolf Steinmüllers, Altstätten 1987
- Geschichte des Rheintals, Johann Ludwig Ambühl, Altstätten 1990
- Rheintaler Regionalgeschichte in Exkursionen,Hg Heribert Küng, Heerbrugg 1995
- Verein für die Geschichte des Rheintals (Hrsg.): Rheintaler Köpfe. Historisch-biografische Porträts aus fünf Jahrhunderten. Rheintaler Druckerei und Verlag AG, Berneck 2004, ISBN 3-03300265-X, S. 451.

### Bildbände
- Konrad Sonderegger: Das Rheintal um 1900. 180 Ansichten von Thal, Rheineck, St.Margrethen, Au/Heerbrugg, Berneck und Balgach. Band 1. Appenzeller Verlag, Herisau, ISBN 978-3-85882-265-9, S. 184.
- Konrad Sonderegger: Das Rheintal um 1900. 180 Ansichten von Widnau, Diepoldsau-Schmitter, Rebstein, Marbach, Altstätten, Eichberg, Oberriet und Rüthi. Band 2. Appenzeller Verlag, Herisau, ISBN 978-3-85882-266-6, S. 184.
- Konrad Sonderegger: Das Rheintal um 1900. 180 Ansichten von Sennwald, Gams, Grabs, Buchs, Sevelen und Wartau. Band 3. Appenzeller Verlag, Herisau, ISBN 978-3-85882-267-3, S. 184.
- Carl Rechsteiner: Mit dem Zeichenstift durch die Ostschweiz. Ganzseitig Bleistiftzeichnungen von Gassenbildern und Einzelbauten, mit Texten von Albert Kläger, Rosmarie Nüesch-Gautschi, Walter Fiez, Benito Boari, Martin Thurnherr und Jürg Ganz. Schläpfer, Herisau 1979, ISBN 3-85882-005-9, S. 214.